# Кратчайшие цветленские анналы
Кратчайшие цветленские анналы (Annales Zwetlenses brevissimi) — написанные неизвестным автором на латинском языке в г. Регенсбург исторические заметки. Охватывают период с 1239 по 1461 гг. Содержат сведения главным образом по истории Священной Римской империи.

## Переводы на русский язык
- Кратчайшие цветленские анналы в переводе И. М. Дьяконова на сайте Восточная литература